# (101429) 1998 VF31
(101429) 1998 VF31 è uno dei quattro asteroidi troiani di Marte conosciuti. Orbita attorno al punto di Lagrange L5 di Marte, come gli asteroidi troiani 5261 Eureka e (311999) 2007 NS2.
Come tutti i troiani di Marte, 1998 VF31 è un asteroide areosecante, ovvero un asteroide che interseca l'orbita di Marte attorno al Sole.
L'oggetto, scoperto il 13 novembre 1998 nell'ambito del programma di osservazione LINEAR, presenta un'orbita caratterizzata da un semiasse maggiore pari a 1,5242123 UA e da un'eccentricità di 0,1003208, inclinata di 31,29799° rispetto all'eclittica.
Come tutti gli asteroidi troiani, 1998 VF31 libra attorno ad un punto di Lagrange, in questo caso il punto L5 del sistema Sole-Marte, posizionato, nell'orbita del pianeta, dietro il pianeta stesso, approssimativamente nell'intersezione dell'orbita con la retta che ha come origine il centro di massa del sistema ed è inclinata di 60° rispetto alla retta congiungente Marte col Sole.
Oltre ai quattro asteroidi troiani di Marte, sono noti asteroidi troiani di Giove, di Nettuno,  della Terra e di Venere.